# Estadio Miguel Grau (Piura)
Das Estadio Miguel Grau ist ein Fußballstadion mit Leichtathletikanlage in der peruanischen Stadt Piura, das 1958 erbaut wurde. Es befindet sich im Osten des Stadtgebiets unweit des Flughafens und ist nach dem peruanischen Admiral Miguel Grau benannt.
Es wird vom Fußballverein Atlético Grau als Heimstadion genutzt. Im Laufe der Zeit wurden am Stadion viele Renovierungen vollzogen, hauptsächlich für die Copa América 2004. Für diese internationalen Wettbewerbe wurde die Kapazität auf 25.000 Plätze erweitert. Einige Spiele der U-17-Fußball-Weltmeisterschaft 2005 wurden hier austragen, wofür Kunstrasen verlegt und eine neue elektronische Anzeigetafel installiert wurde.

## Galerie

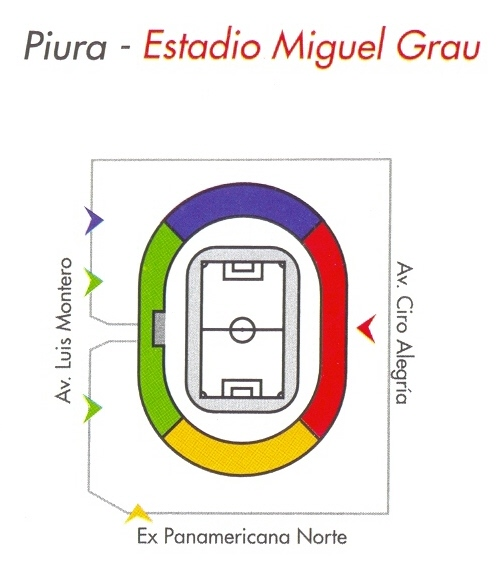
Stadionplan